# Barbâtre
Barbâtre é uma comuna francesa na região administrativa do País do Loire, no departamento da Vendeia. Estende-se por uma área de 12.47 km². Em 2010 a comuna tinha 1 777 habitantes (densidade: 142,5 hab./km²).